# Quérigut (tổng)
Tổng Quérigut là một tổng của Pháp nằm ở tỉnh Ariège trong vùng Occitanie.
Tổng này được tổ chức xung quanh Quérigut ở quận Foix. Độ cao biến thiên từ 729 m (Rouze) đến 2 547 m (Artigues) với độ cao trung bình là 1 146 m.

## Hành chính
| Giai đoạn | Ủy viên          | Đảng             | Tư cách                |
| --------- | ---------------- | ---------------- | ---------------------- |
| 2004-2011 | Francis Magdalou | Đảng xã hội Pháp | Thị trưởng Rouze       |
| 1985-2004 | Auguste Paychenq | Đảng xã hội Pháp | Thị trưởng Carcanières |
| 1979-1985 | Robert Naudi     | Đảng xã hội Pháp | Thị trưởng Le Pla      |
| 1958-1979 | Michel Castilla  | SFIO             |                        |
| 1955-1958 | Emile Gleize     | Cấp tiến         |                        |
| 1944-1955 | Henri Assaillit  | SFIO             | Thị trưởng Artigues    |

## Các đơn vị hành chính
Tổng Quérigut bao gồm 7 xã với dân số 465 người (điều tra năm 1999, dân số không tính trùng).
| Xã          | Dân số | Mã bưu chính | Mã insee |
| ----------- | ------ | ------------ | -------- |
| Artigues    | 63     | 09460        | 09020    |
| Carcanières | 52     | 09460        | 09078    |
| Mijanès     | 78     | 09460        | 09193    |
| Le Pla      | 79     | 09460        | 09230    |
| Le Puch     | 20     | 09460        | 09237    |
| Quérigut    | 116    | 09460        | 09239    |
| Rouze       | 88     | 09460        | 09252    |

## Thông tin nhân khẩu
| 1962                                                     | 1968 | 1975 | 1982 | 1990 | 1999 |
| -------------------------------------------------------- | ---- | ---- | ---- | ---- | ---- |
| 523                                                      | 674  | 525  | 472  | 467  | 465  |
| Nombre retenu à partir de 1962 : dân số không tính trùng |      |      |      |      |      |